# Johan Ehn (politiker)
Johan Ehn, född 2 juli 1975, är en åländsk politiker, verksam inom partiet Moderat Samling för Åland.
Ehn är ledamot av Ålands lagting sedan 2003 (ersättare för näringsminister Jörgen Strand 2003–2007, eget mandat från 2007). Han var partiordförande för Frisinnad Samverkan 2006–2011 och är ordförande för Moderaterna på Åland sedan 2011. Mellan 2011 och 2015 var han kultur- och utbildningsminister i Ålands landskapsregering och mellan 2015 och 2017 var han talman i Ålands lagting.